# Jezdecká socha Jana Žižky z Trocnova (Přibyslav)
Jezdecká socha Jana Žižky z Trocnova stojí ve městě Přibyslav v okrese Havlíčkův Brod v Kraji Vysočina a to jižně od zámku, v parku nad řekou Sázavou. Okolo vede trasa NS Romana Podrázského.

## Vztah pomníků v Přibyslavi a na pražském Vítkově
V roce 1882 došlo k založení Spolku pro zbudování Žižkova pomníku na Žižkově. Během existence obdržel řadu návrhů na jeho podobu, ovšem dlouho nebyl žádný vybrán. Až v roce 1931 vyzvali k realizaci památníku sochaře Bohumila Kafku. Ten během práce konzultoval s odborníky řadu detailů, jako např. plemeno koně, dobovou výstroj a výzbroj či podobu koňských postrojů; vytvořil též řadu menších modelů. 

## Pomník v Přibyslavi
Jedním z Kafkových modelů je pravděpodobně také Žižkova socha v Přibyslavi. Vytvořena byla v roce 1935. Pomník má výšku 290 cm a délku 300 cm, oproti 9 m vysoké a 9,6 m dlouhé Žižkově soše na pražském Vítkově se jedná o výrazně menší provedení. 
V Přibyslavi byl pomník slavnostně odhalen 22. září 1957, tedy sedm let po odhalení Kafkovy sochy na Vítkově.